# Phlogiellus
Genre
Synonymes
- Yamia Kishida, 1920
- Baccallbrapo Barrion & Litsinger, 1995

Phlogiellus est un genre d'araignées mygalomorphes de la famille des Theraphosidae.

## Distribution
Les espèces de ce genre se rencontrent en Asie du Sud-Est, en Asie de l'Est et en Mélanésie.

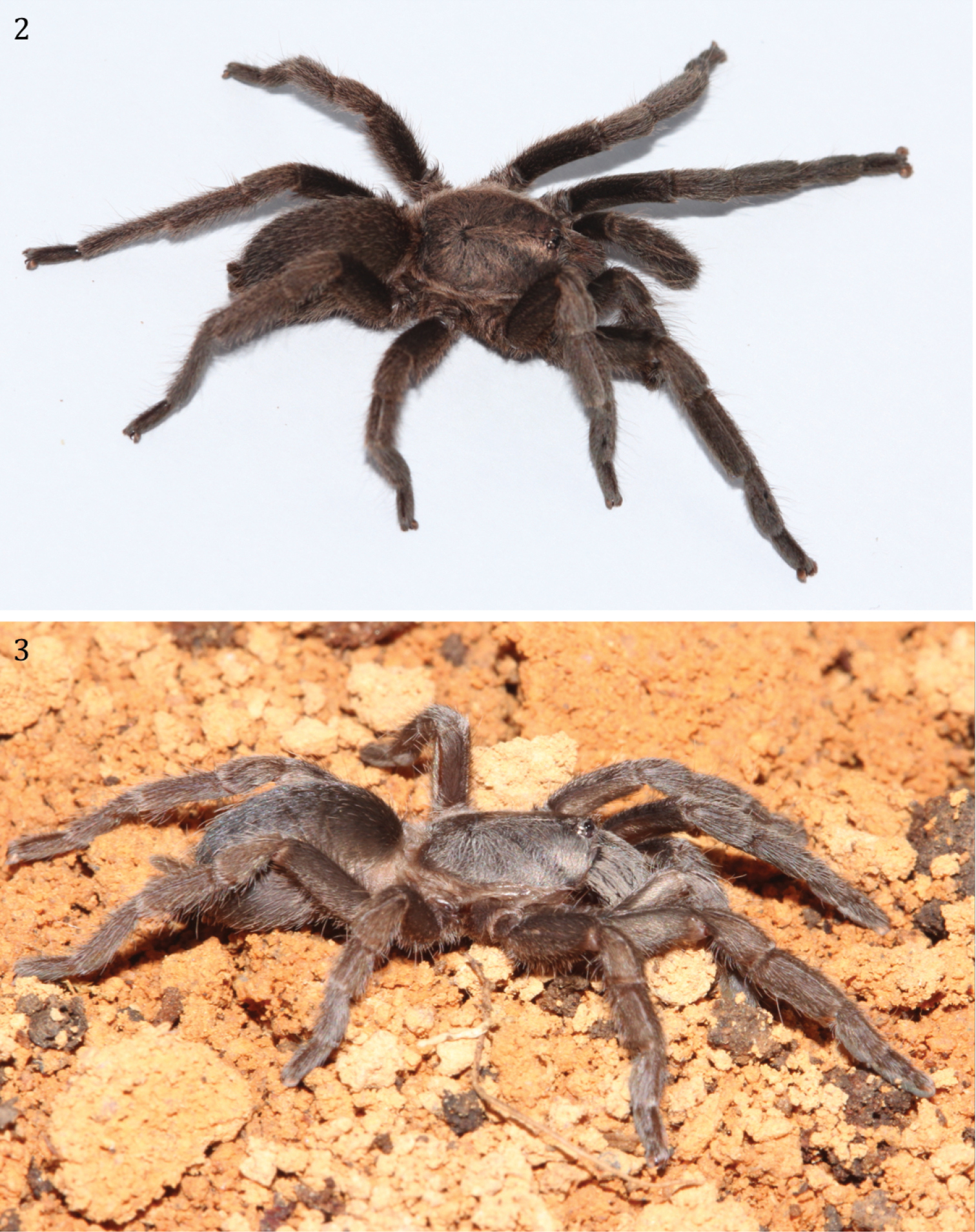
Phlogiellus longipalpus

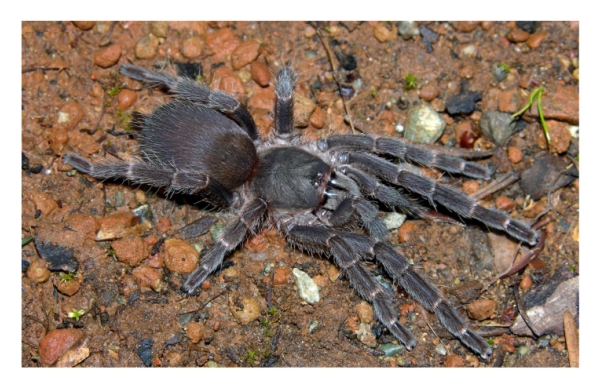
Phlogiellus moniqueverdezae de la province de Ranong en Thaïlande.

## Liste des espèces
Selon World Spider Catalog (version 26, 28/07/2025) :
- Phlogiellus aper (Simon, 1891)
- Phlogiellus atriceps Pocock, 1897
- Phlogiellus baeri (Simon, 1877)
- Phlogiellus bicolor Strand, 1911
- Phlogiellus birulai Bariev & Logunov, 2024
- Phlogiellus bogadeki Nunn, West & von Wirth, 2016
- Phlogiellus brevipes (Thorell, 1897)
- Phlogiellus bundokalbo (Barrion & Litsinger, 1995)
- Phlogiellus daweiensis Sivayyapram & Warrit, 2020
- Phlogiellus inermis (Ausserer, 1871)
- Phlogiellus insulanus (Hirst, 1909)
- Phlogiellus insularis (Simon, 1877)
- Phlogiellus jiaxiangi Lin & Li, 2021
- Phlogiellus johnreylazoi Nunn, West & von Wirth, 2016
- Phlogiellus khampheng Sriranan, Songsangchote & Chomphuphuang, 2025
- Phlogiellus longipalpus Chomphuphuang, Smith, Wongvilas, Sivayyapram, Songsangchote & Warrit, 2017
- Phlogiellus moniqueverdezae Nunn, West & von Wirth, 2016
- Phlogiellus mutus (Giltay, 1935)
- Phlogiellus nebulosus (Rainbow, 1899)
- Phlogiellus obscurus (Hirst, 1909)
- Phlogiellus ornatus (Thorell, 1897)
- Phlogiellus orophilus (Thorell, 1897)
- Phlogiellus pelidnus Nunn, West & von Wirth, 2016
- Phlogiellus quanyui Lin, Li & Chen, 2021
- Phlogiellus raveni Sivayyapram & Warrit, 2020
- Phlogiellus subinermis (Giltay, 1934)
- Phlogiellus watasei (Kishida, 1920)
- Phlogiellus xinping (Zhu & Zhang, 2008)

## Systématique et taxinomie
Ce genre a été décrit par Pocock en 1897 dans les Theraphosidae.
Yamia et Baccallbrapo ont été placés en synonymie par West, Nunn et Hogg en 2012.

## Publication originale
- Pocock, 1897 : « Spinnen (Araneae). Ergebnisse einer zoologische Forschungsreise in dem Molukken und Borneo. » Abhandlungen der Senckenberg Gesellschaft für Naturforschung, vol. 23, p. 591-629.